# Dita Charanzová
Dita Charanzová (Praga, 30 aprile 1975) è una diplomatica e politica ceca.
È stata iscritta al partito centrista ceco ANO 2011 fino al 2023, ed è stata dal 2018 al 2023 una dei vicepresidenti del Partito dell'Alleanza dei Liberali e dei Democratici in Europa.
Dal 2014 al 2024 Charanzová è stata membro del Parlamento europeo, appartenente ai gruppi centristi e liberali ALDE e poi Renew Europe, e dal 2019 al 2024 è stata anche una dei vicepresidenti dell'Eurocamera.
Politico l'ha inserita nella lista delle 20 donne più potenti nelle Istituzioni dell'Unione europea nel 2017, nel 2018 e nel 2020.

## Biografia
Si è laureata presso l'Università di economia di Praga e successivamente alla Scuola diplomatica di Spagna, a Madrid. Nel 2001 ha conseguito un dottorato presso la Facoltà di Relazioni internazionali dell'Università di economia di Praga.

### Attività diplomatica
Ha intrapreso una carriera diplomatica per otto anni, quattro dei quali nella rappresentanza permanente della Repubblica Ceca presso l'Unione europea. Durante il semestre di presidenza ceco nel 2009 ha presieduto la Commissione sulle politiche commerciali del Consiglio dell'Unione europea. Ha fatto parte della commissione di osservatori dell'OCSE per le elezioni in Kosovo.

### Attività politica
Nel 2014 si candida come indipendente nella lista di ANO 2011 alle elezioni europee e viene eletta al Parlamento europeo con 8.356 preferenze. All'interno del Parlamento è stata vicepresidente della Commissione per il mercato interno e protezione dei consumatori. Nel 2018 viene eletta vicepresidente dell'ALDE.
Nel 2019 viene rieletta alle elezioni europee con 53.924 voti (il 10,73% dei voti totali) e successivamente vicepresidente del Parlamento europeo.
Non si è ricandidata nel 2024 e ha abbandonato ANO 2011 per via della svolta conservatrice e nazionalista intrapresa dal partito.